# 阿尔加德费
阿尔加德费，是西班牙卡斯蒂利亚-莱昂莱昂省的一个市镇。总面积15平方公里，总人口356人（2001年），人口密度24人/平方公里。